# NGC 326

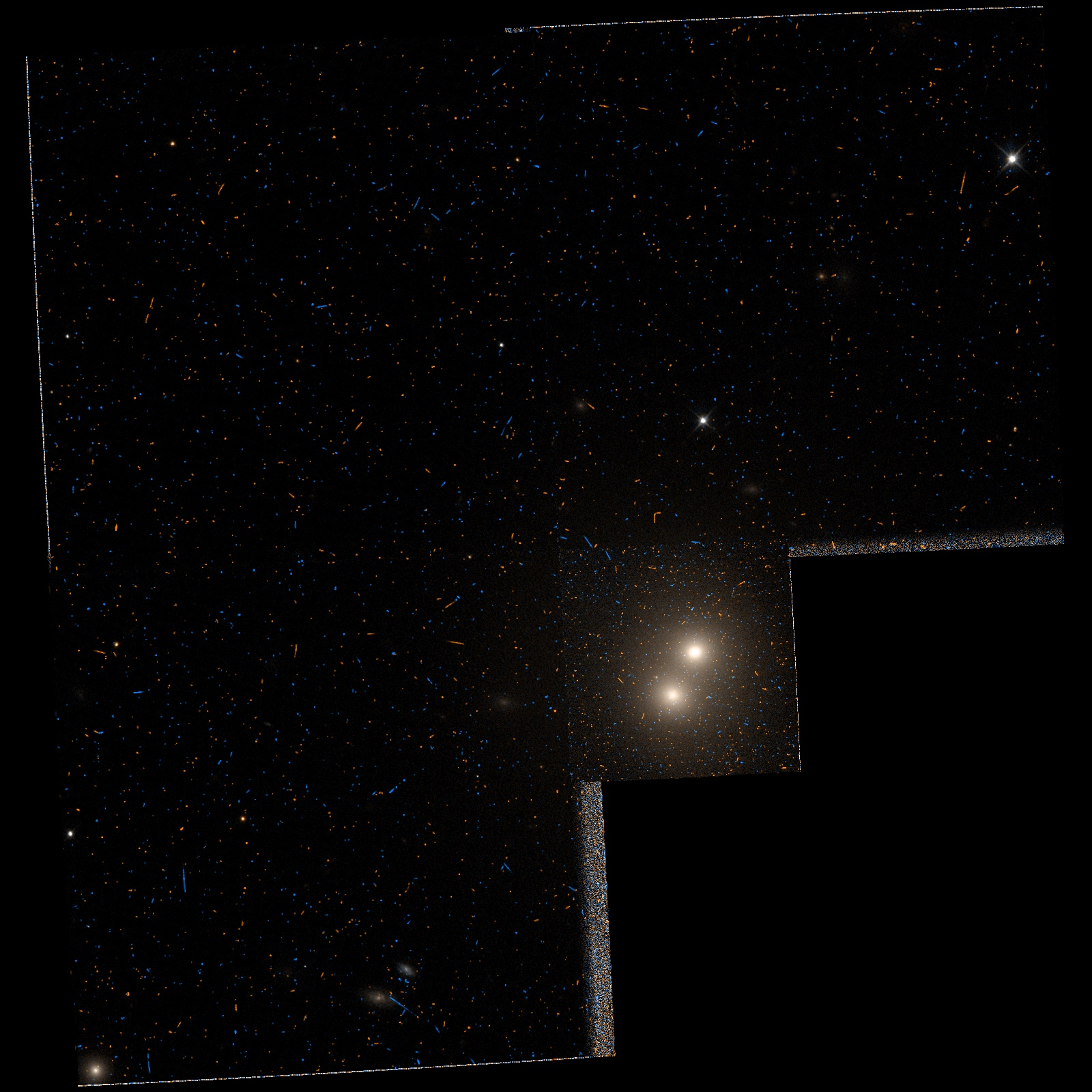
NGC 326 par le télescope spatial Hubble.

NGC 326 est une vaste et lointaine galaxie elliptique située dans la constellation des Poissons. NGC 326 a été découverte par l'astronome prussien Heinrich d'Arrest en 1865.

## Caractéristiques
Sa vitesse par rapport au fond diffus cosmologique est de 13 896 ± 37 km/s, ce qui correspond à une distance de Hubble de 205 ± 14 Mpc (∼669 millions d'al)
À ce jour, une mesure non basée sur le décalage vers le rouge (redshift) donne une distance d'environ 136,000 Mpc (∼444 millions d'al). Cette valeur est loin à l'extérieur des valeurs de la distance de Hubble.
NGC 326 est un système à double noyau entouré d'une coquille gazeuse chaude. Cette structure vient probablement d'une fusion entre deux galaxies. Cette galaxie est une forte source d'émission d'ondes radios.
La forme en X de cette radiogalaxie explique qu'elle appartient à la classe de radiogalaxie en X (en).